# Hans-Heinrich Bass
Hans-Heinrich Bass (Kamen, Renania del Norte-Westfalia, 1 de abril de 1954) es un economista e historiador económico alemán. Bass ha sido profesor de economía desde 2000 con un enfoque en Relaciones Comerciales Internacionales en la Universidad de Ciencias Aplicadas de Bremen. Es director del Instituto de Transporte y Desarrollo. 
Bass se graduó en 1972, en el Abitur en el Dortmund Leibniz -Gymnasium. Estudió economía, economía e historia social, así como etnología y psicología en la Westfälische Wilhelms-Universität Münster de 1972 a 1978 y se graduó con un título en economía. Como un objetor de conciencia reconocido, realizó un servicio civil de dos años.
Bass completó la capacitación interna del Goethe-Institut en los campos de la política cultural extranjera y la enseñanza de idiomas y luego trabajó como profesor en el Goethe-Institut, incluida la Universidad de Tongji en Shanghái.
En 1990 recibió su doctorado en economía e historia social de Richard H. Tilly en Münster.
Hans-Heinrich Bass fue asistente de investigación en el Programa de Promoción y Capacitación de Pequeñas Empresas (hoy Universidad de Leipzig) y profesor asistente en el Instituto de Economía Mundial y Gestión Internacional de la Universidad de Bremen. Fue 2000-2020 director de la economía internacional del programa. Como profesor visitante enseñó en la Universidad de Aichi, Toyohashi (Japón), la Universidad de Benín, la ciudad de Benín (Nigeria), la Academia de Comercio Exterior, Moscú (Rusia), Jiaotong Daxue (Universidad del Transporte) en Xi'an (China) y la Universidad Jacobs, Bremen.  
Bass es un mediador certificado y conferenciante en el campo de las comunicaciones y la psicología industrial en el Instituto de Enseñanza Académica de Psicología de la Universidad de Ciencias Aplicadas de Viena, la Cámara de Comercio de Viena. 
También investiga cuestiones de la economía global, la economía del desarrollo y la historia social y económica.
Es coeditor del Anuario de Perspectivas del Desarrollo Africano y ha brindado asesoramiento científico a varias organizaciones internacionales y organizaciones no gubernamentales de ayuda al desarrollo (ONG) como por ejemplo la Organización de las Naciones Unidas para el Desarrollo Industrial, el WWF (Fondo Mundial para la Naturaleza), la Agro Acción Alemana y foodwatch.
Basado en un racionalismo crítico, Bass adopta un enfoque "heterodoxo" en sus estudios económicos, inicialmente superando las influencias neo-marxistas, más tarde neo-schumpeterianas. Como estudiante de Richard H. Tilly, se metió metódicamente en la historia económica del Cliometrikern (moderado) atribuible. Cuenta, con Michaela von Freyhold, Robert Kappel, Karl Wohlmuth y otros, hasta la Escuela de Economía del Desarrollo de Bremen. 
Bass aboga por un cambio ecológico en la agricultura mundial, una política industrial orientada a la innovación dirigida a las pequeñas y medianas empresas y un mayor control de las corporaciones transnacionales y los mercados financieros internacionales por parte de la comunidad internacional.